# ポール・ガヴァルニ
ポール・ガヴァルニ（Paul Gavarni、本名:シュルピス・ギョーム・シェヴァリエ、Sulpice Guillaume Chevalier、1804年1月13日 – 1866年11月24日）はフランスのイラストレーターである。

## 生涯
1804年1月13日、パリで生まれた。父親はブルゴーニュ出身の樽製造業者だった。機械工場で働き始めるが、出世のためには製図の技術が必要であったため、美術学校の夜間コースで学び始めた。建築製図や機械製図を習得し、測量会社で地図の制作の仕事をした後、政府の兵器部門の製図工の仕事に就いた。画家になる決心をしたのは30歳を越えたころである。
30歳の時、雑誌「Journal des modes」に最初のイラストを描いた。ペンネームの「ポール・ガヴァルニ」はピレネー山地に旅行した時に訪れたオート＝ピレネー県の町ガヴァルニー(Gavarnie)から取られた。イラストは出版業界で好評で、ガヴァルニもこの仕事に熱心になり、最終的にエンジニアの仕事を辞め、雑誌「Les Gens du monde」の編集長になった。
パリの様々な階層のイラストに描き、版画として出版された。主な作品は日刊風刺新聞『ル・シャリヴァリ(Le Charivari)』に掲載された。
書籍の挿絵としてはピエール＝ジュール・エッチェル(Pierre-Jules Hetzel)が編集し、バルザックやジョルジュ・サンド、ジュール・ジャナン、シャルル・ノディエらが短編小説やエッセイなど文章を書き、当時有名な挿絵画家が挿絵を描いた画文集、『パリの悪魔』にJ・J・グランヴィルやベルタル(Bertall)とともに挿絵を描いたことなどで知られている。

## 作品

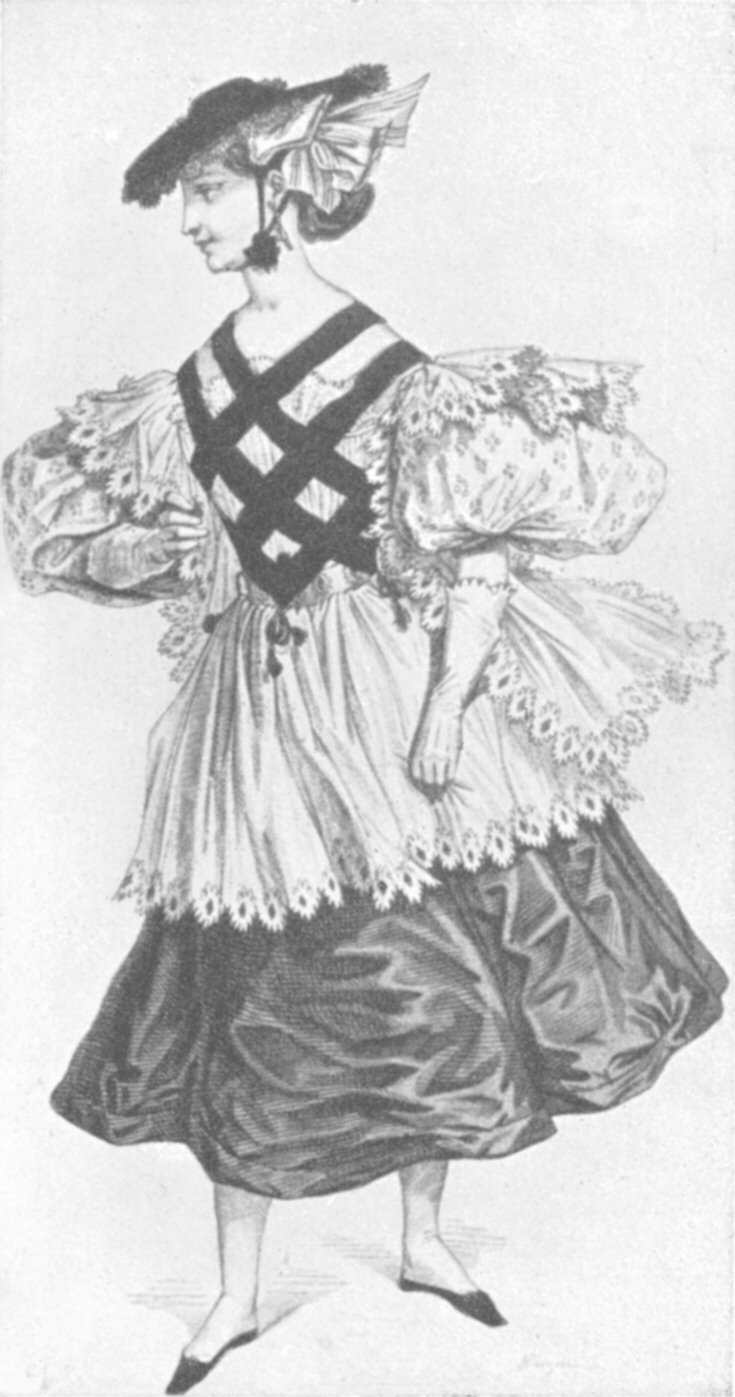
1830年の「Les Gens du monde」のファッション画
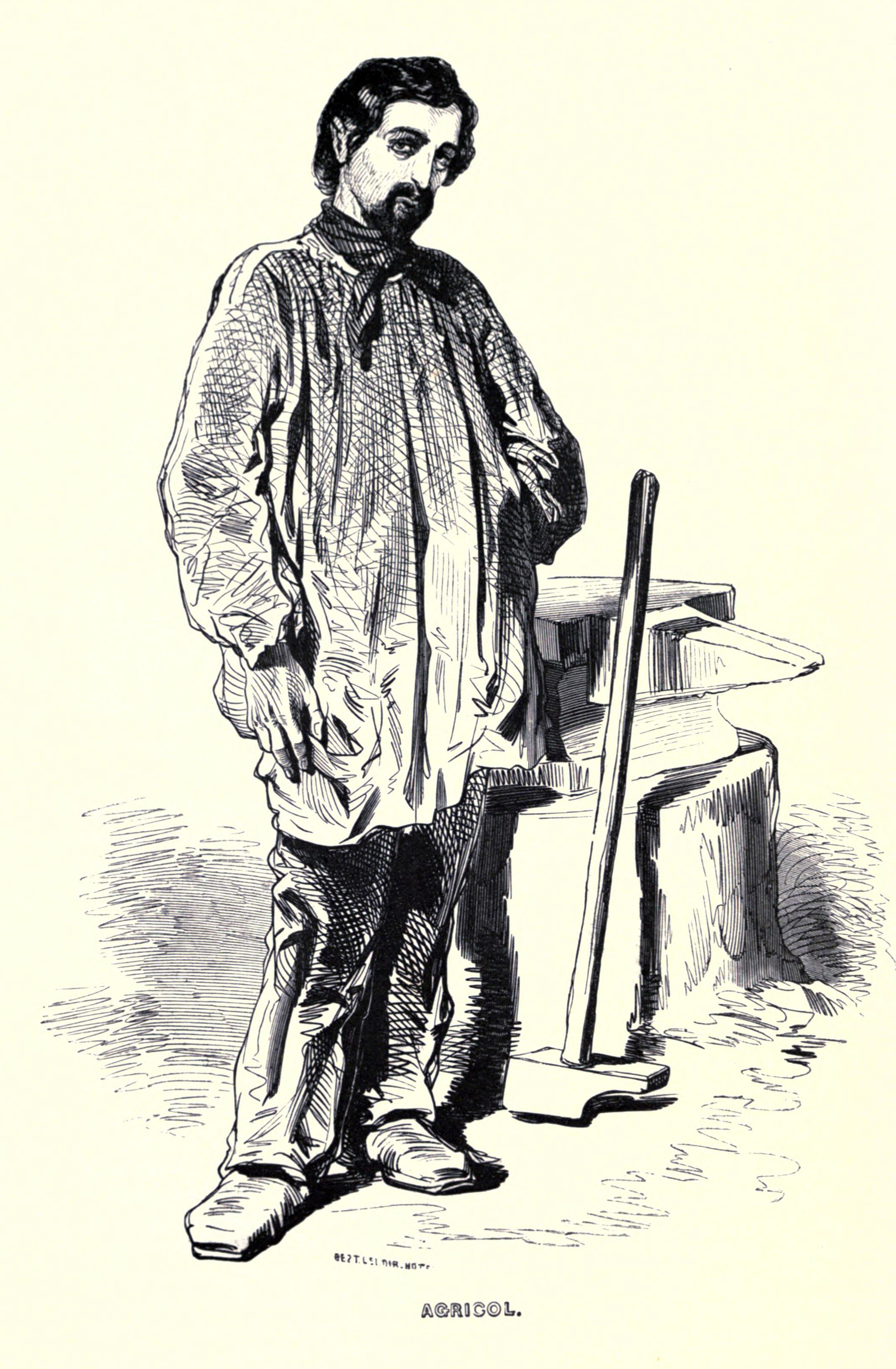
『さまよえるユダヤ人』の挿絵
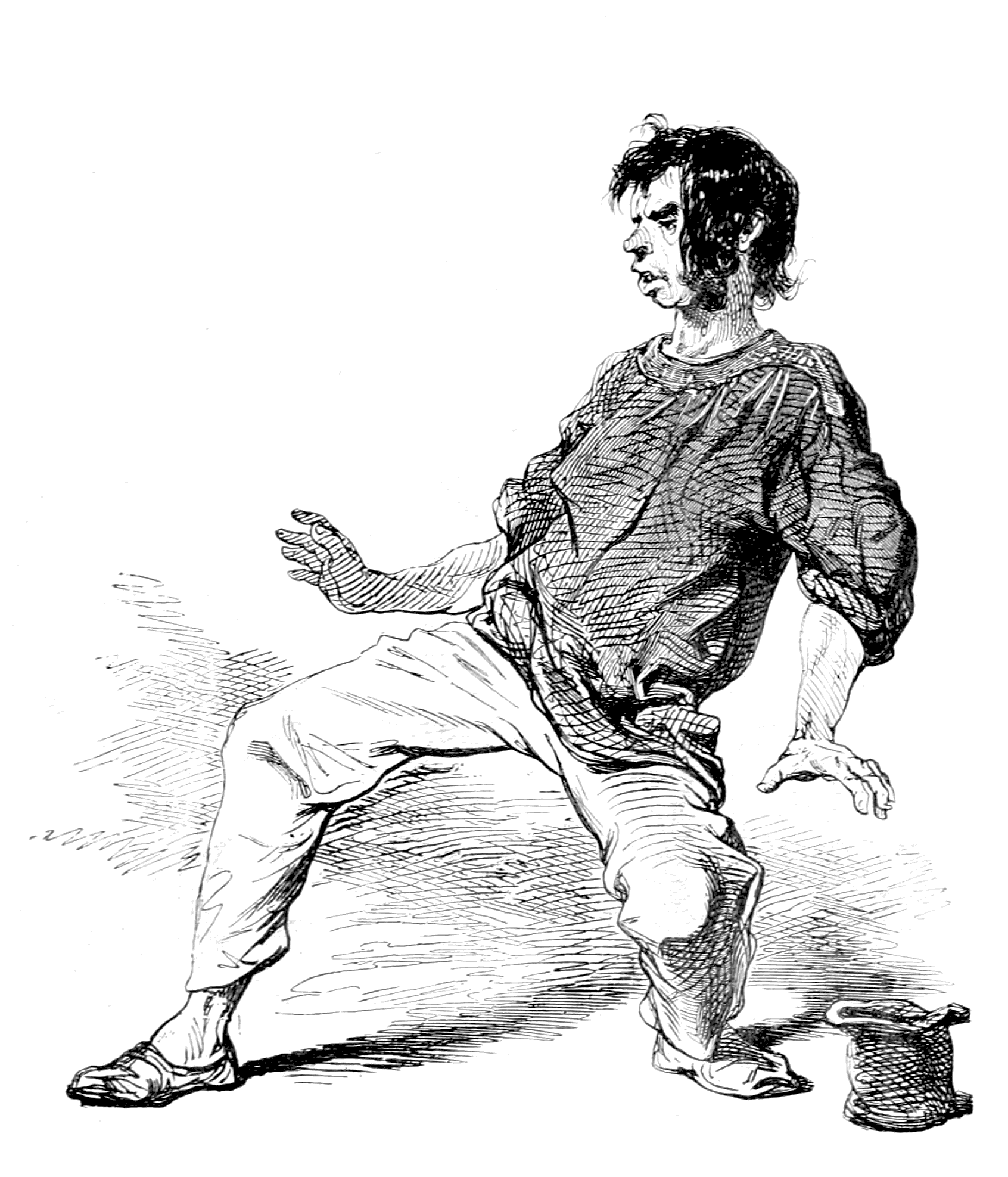
『パリの悪魔』挿絵
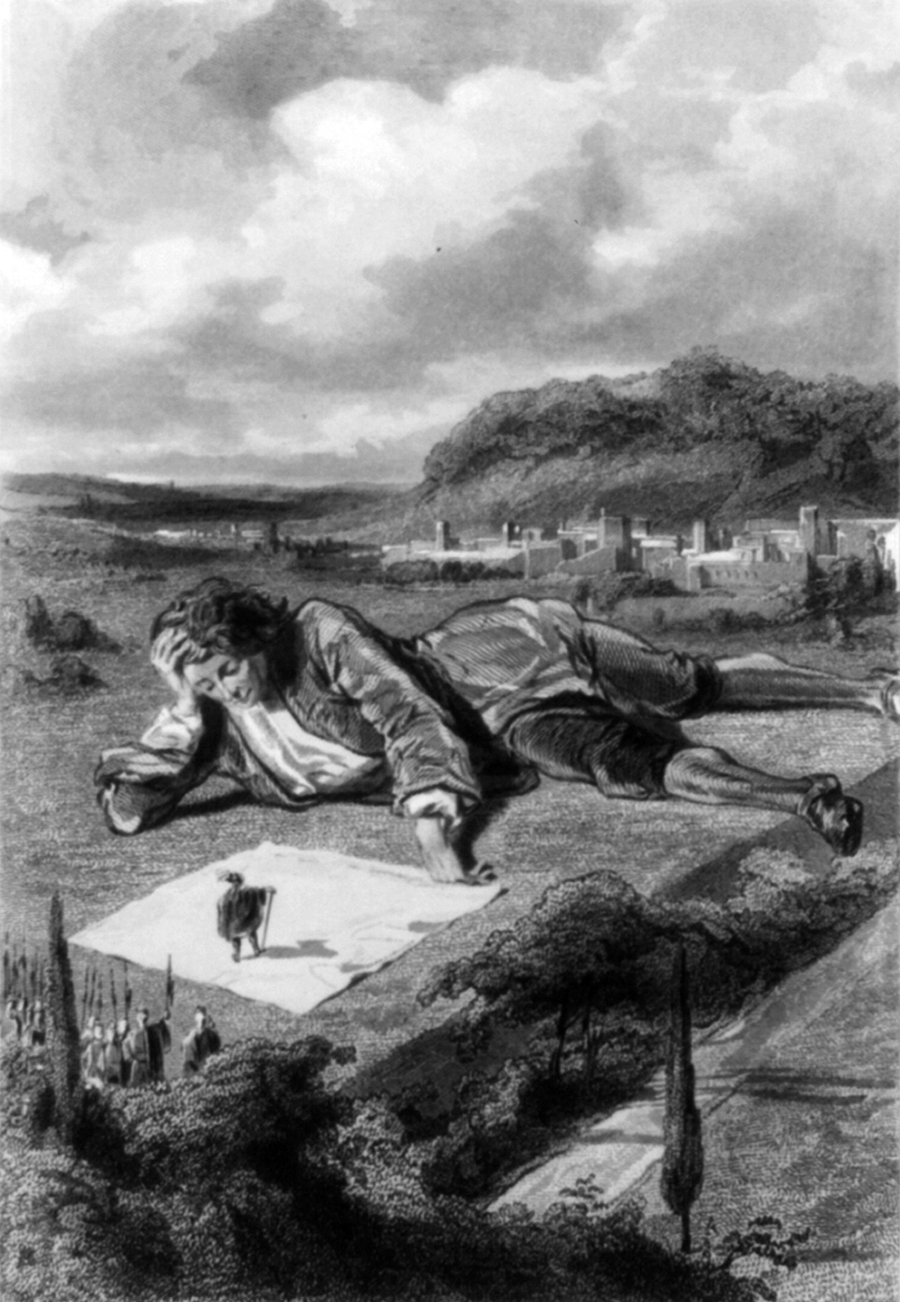